# Las Palmas de Gran Canaria
Las Palmas de Gran Canaria de obicei cunoscut ca Las Palmas este un oraș port în Spania, capitala (împreună cu Santa Cruz de Tenerife) și cel mai populat oraș al regiunii autonome a Insulelor Canare. Este al nouălea cel mai mare oraș din Spania, fondat în anul 1478, cu o populație de  383.308 în 2010.  
Este o stațiune de agrment frecventată în tot cursul anului, printre clădirile istorice se numără o catedrală din secolul al XV-lea și casa lui Cristofor Columb.

## Personalități născute aici
- Alfredo Kraus (1927 – 1999), tenor;
- Antonio Betancort (1937 - 2015), fotbalist;
- José Doreste (n. 1956), campion la navigație sportivă;
- Javier Bardem (n. 1969), actor;
- Jefté Betancor (n. 1993), fotbalist.